# 郭礼征旧居
郭礼征旧居位于中国江苏省镇江市京口区东荷花塘102号（三阳巷67-1号），为建于清末民初（1920年前）的回廊式二层砖木结构楼房，近代民族资本家、镇江大照电灯公司创办人之一郭礼征在镇江的住所（原靠近大照电灯公司），今存前后两进。